# Užovka brazilská
Užovka brazilská (Spilotes pullatus) je had z čeledi užovkovití, který se vyskytuje jižní části Střední Ameriky a v severní části Jižní Ameriky.

## Popis
Užovka brazilská je dlouhý štíhlý černě zbarvený had s nejčastěji žlutou až žlutooranžovou kresbou na těle. Dospělí jedinci mohou dosáhnout délky až 2,7 m. Tělo je mírně zploštělé. Běžně loví malé savce, ještěrky, hady a ptáky, a také vejce z hnízd ptáků i ještěrů. Žije v zalesněných oblastech. Přestože je velmi agresivní, jeho kousnutí není jedovaté.

## Poddruhy
Existuje pět poddruhů:
- Spilotes pullatus anomalepis Bocourt, 1888
- Spilotes pullatus argusiformis Amaral, 1929
- Spilotes pullatus maculatus Amaral, 1929
- Spilotes pullatus mexicanus (Laurenti, 1768)
- Spilotes pullatus pullatus (Linnaeus, 1758)

## Synonyma
- Coluber pullatus Linnaeus, 1758
- Tyria pullata Fitzinger, 1826
- Spilotes pullatus Wagler, 1830[3]